# Rakaca-víztározó
Rakaca-víztározó är en reservoar i Ungern. Den ligger i provinsen Borsod-Abaúj-Zemplén, i den norra delen av landet, 170 km nordost om huvudstaden Budapest. Arean är 1,3 kvadratkilometer. Den sträcker sig 1,2 kilometer i nord-sydlig riktning, och 2,3 kilometer i öst-västlig riktning.